# Spermacoce pulchristipula
Spermacoce pulchristipula är en måreväxtart som först beskrevs av Cornelis Eliza Bertus Bremekamp, och fick sitt nu gällande namn av Piero G. Delprete. Spermacoce pulchristipula ingår i släktet Spermacoce och familjen måreväxter. Inga underarter finns listade i Catalogue of Life.